# サンキュウエアロジスティクス
サンキュウエアロジスティクス株式会社（SANKYU AIR LOGISTICS Co.,Ltd.）は、東京都中央区に本社を置く貨物利用運送業を主な業務とする運送業者である。

## 概要
日本郵便および山九の共同出資で、2008年7月1日に設立。その後山九の完全子会社となり、2019年4月1日に社名変更。

## 沿革
- 2008年7月1日 - JPサンキュウグローバルロジスティクス株式会社設立。
- 2009年 - 上海国際博覧会日本産業館の指定フォワーダーとなる。
- 2019年 - サンキュウエアロジスティクス株式会社に社名変更。